# USS LST-476
O USS LST-476 foi um navio de guerra norte-americano da classe LST que operou durante a Segunda Guerra Mundial.